# Ectropis arizonensis
Ectropis arizonensis là một loài bướm đêm trong họ Geometridae.